# Blackburn Velos
Il Blackburn Velos fu un aereo militare biplano monomotore realizzato dall'azienda britannica Blackburn Aircraft Limited nei primi anni venti, e destinato ad operare presso l'aviazione della marina militare greca. Un solo esemplare fu in uso presso quella spagnola.

## Storia del progetto
Dal precedente progetto Blackburn Dart, relativo ad un aerosilurante biplano monoposto, l'ufficio tecnico della Blackburn, diretto dal maggiore Frank Arnold Bumpus, trasse il progetto di un idrovolante biposto da ricognizione marittima e difesa costiera, in risposta ad un requisito emesso dalla marina militare greca. Questo nuovo aereo ricevette la denominazione di T.3 Velos, e differiva dal T.2 Dart per avere un abitacolo a due posti, intercom, radio ricetrasmittente, ed un armamento difensivo basato su una mitragliatrice Lewis, e un carico bellico aumentato a quattro bombe da 104 kg (230 lb) posizionate sotto le semiali inferiori. Tale modello poteva montare sia i galleggianti per volare come idrovolante, che un tradizionale carrello d'atterraggio per volare come velivolo terrestre.

## Tecnica
Il Blackburn Velos in versione terrestre era un biplano, di costruzione mista in legno e metallo. La configurazione alare era biplana, con le ali di uguali apertura dotate di leggera freccia positiva. La sezione centrale era costruita in metallo, mentre quella esterna in legno. Le due ali, rivestite in tela, erano collegate tra loro con quattro coppie di montanti, rinforzati da cavi d'acciaio, la superiore montata alta a parasole e l'inferiore bassa sulla fusoliera. Gli alettoni erano installati su tutte e quattro le semiali. La fusoliera, posizionata a livello dell'ala inferiore, era costruita in tubi d'acciaio e rivestita in tela. L'impennaggio di coda era del tipo classico monoderiva, dotato di piani orizzontali controventati.
Il carrello d'atterraggio era un triciclo classico a V, fisso, dotato anteriormente di gambe di forza ammortizzate ed integrato posteriormente da un pattino d'appoggio. Tra le due gambe del carrello era posizionato il siluro. In caso di trasformazione in idrovolante a scarponi, al posto delle ruote venivano installati due galleggianti.
L'aereo era biposto dotato di una cabina di pilotaggio ad abitacoli aperti, posti in tandem, e destinati al pilota e all'osservatore/mitragliere. Quello anteriore era fornito di parabrezza anteriore. L'aereo era dotato di doppi comandi.
La propulsione era affidata ad un motore Napier Lion V, a 12 cilindri a W raffreddati a liquido, erogante la potenza di 465 CV azionante un'elica bipala lignea. La velocità di salita era pari a 3,1 metri al secondo. L'armamento difensivo si basava su una Lewis calibro .303 montata su un anello girevole Scarff, mentre quello offensivo era composto da 1 siluro Mark VII o IX da 457 mm o quattro bombe da 130 kg.
Le caratteristiche della versione idrovolante erano le seguenti: motore Napier Lion V da 456 CV, apertura alare 14,78 m, lunghezza 12,25 m, altezza di 5,18 m, peso a vuoto 1 995 kg, a pieno carico di 3 178 kg, velocità massima di 161 km/h a 915 m di quota, di crociera 120 km/h, rateo di salita iniziale 2,3 m/sec, autonomia 420 km, tangenza 2 804 m.

## Impiego operativo
Nel 1925 vennero costruiti presso lo stabilimento di Leeds quattro velivoli di serie, i cui primi due esemplari, dotati di motore Napier Lion V da 456 CV, furono presentati in volo il 28 ottobre dello stesso anno. sull'aeroporto di Brough. Gli aerei si rivelarono docili al pilotaggio e molto stabili in fase di ammaraggio. I successivi due aerei furono equipaggiati con galleggianti metallici di nuova concezione, ed inviati in Grecia a raggiungere i primi due.

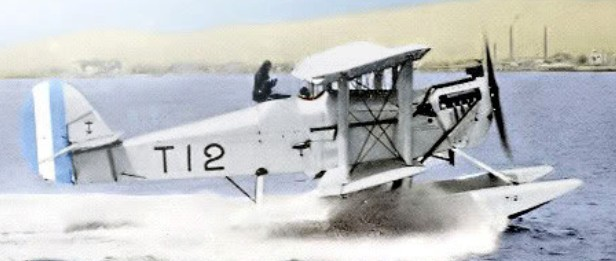
Un esemplare di Blackburn Velos appartenente all'aviazione navale greca, ritratto nel 1929.

In quello stesso anno il governo greco acquistò la licenza di produzione dell'aereo, e con l'aiuto della Blackburn, in base a un contratto quinquennale, realizzò una fabbrica, denominata Stabilimento Nazionale Aeronautico (Κρατικό Εργοστάσιο Αεροπλάνων), a Pháleron che costruì un'ulteriore serie di 12 esemplari. Questi aerei differivano dai precedenti per alcuni particolari, come un abitacolo posteriore rialzato per migliorare la visibilità e il campo di tiro dell'osservatore/mitragliere, e di un radiatore più grande. Il primo esemplare volò per la prima volta il 28 marzo 1926 al comando del colonnello William Forbes-Sempill, dotato di un classico carrello d'atterraggio terrestre. Il giorno successivo a Tatoi avvenne la presentazione ufficiale del modello, cui parteciparono Robert Blackburn e il primo ministro greco, generale Theodoros Pangalos. Il secondo aereo di serie volò il 31 marzo in versione idrovolante.
Il modello iniziò ad effettuare missioni operative per la marina nel corso del 1926, operando dall'aeroporto di Tatoi e dalla baia di Pháleron, sul Pireo (Atene). Durante il servizio non si registrarono fatti particolari, e 13 esemplari furono ricondizionati nel corso del 1930. I T.3A iniziarono ad essere radiati a partire dal 1934, prestando comunque servizio fino al 1936, data di radiazione dell'ultimo esemplare. Un aereo sopravvisse presso un demolitore fino al 1939.

### La versione civile
La Blackburn trasse da questo modello una nuova versione denominata T.3A Velos, costruita in un prototipo (G-EBWB) e un esemplare di serie (G-AAUM). Realizzati in Gran Bretagna, uno degli aerei eseguì voli pubblicitari a favore della fabbrica, e poi nel 1927 fu impiegato per un tour dimostrativo in America Latina al fine di ottenere contratti di produzione. Nonostante le dimostrazioni effettuate il modello non ottenne contratti, e l'aereo fu convertito in idrovolante da addestramento per essere impiegato presso la Blackburn Reserve School (North Sea Aerial and General Transport Co. Ltd) in sostituzione dei Dart precedentemente impiegati. Anche l'altro esemplare fu consegnato alla scuola, ma rimase in versione terrestre. Oltre a questi due velivoli ne furono realizzati altri cinque esemplari di nuova produzione, che furono consegnati alla scuola di volo situata sul fiume Humber. Nel corso del 1929 i T.3A vennero convertiti in velivoli terrestri, continuando a prestare servizio fino alla loro sostituzione con i successivi a Blackburn Ripon e Baffin nel 1933.

### Spagna
Nel 1927 il governo spagnolo acquistò un unico esemplare di T.3A Velos, immatricolato M-NTAC, che raggiunse i due Blackburn Swift già in servizio a El Prat de Llobregat. I tre aerei parteciparono alle manovre navali del 1928 e 1929, ma il T.3 andò perso il 27 febbraio 1931, quando il velivolo, con equipaggio composto dai tenenti di vascello Rafael Romero Conde e Jesús Núñez Rodríguez prese fuoco in volo. Il pilota effettuò un ammaraggio di emergenza a Prat de Llobregat, e l'equipaggio non riportò gravi ferite, ma l'aereo andò completamente bruciato.

## Utilizzatori

### Militari
Grecia
- marina militare greca

 Spagna
- Armada Española

### Civili
Regno Unito
- North Sea Aerial and General Transport Co. Ltd

### Annotazioni
1. ↑  Era inoltre previsto che potesse effettuare anche missioni di bombardamento e aerosiluramento.
2. ↑  Il velivolo disponeva di ammortizzatori oleopneumatici.
3. ↑  Alla cerimonia parteciparono gli addetti militari belga e italiano, l'Air Vice Marshall Sir Veyll Vyvyan, e rappresentanti delle marine argentina, britannica e spagnola.
4. ↑  Primi aerei di costruzione metallica ad essere effettivamente realizzati sul territorio greco. Una parte di essi era equipaggiata con il propulsore Napier Lion IIB e un'altra con il Napier Lion V.
5. ↑  Immatricolati rispettivamente G-AAAW, G-AAAX, G-AAAY e G-AAAZ.

### Fonti
1. 1 2 3 4 5 6 7 8 9 10  Boroli, Boroli 1983, p. 160.
2. 1 2 3 4 5 6  Уголок неба.
3. 1 2 3 4 5  Flight n.854, 7 may 1925, p. 272.
4. ↑  Jackson 1968, pp. 139-140.
5. ↑  Flight n.854, 7 may 1925, p. 271.
6. ↑  Flight n.854, 7 may 1925, p. 269.
7. 1 2 3 4 5  Stemp 2011, p. 31.
8. ↑  Stemp 2011, p. 32.
9. ↑  Mason 1994, p. 131.
10. ↑  Stemp 2011, p. 22.

### Riviste
- (EN) The Blackburn Twin-Float Seaplane, in Flight. The Aircraft Engineer and Airship, n. 854, London, 7 maggio 1925,  pp. 269-272.